# Match de football pays de Galles – Écosse (1985)
 (juin 2025).
Motif : notoriété encyclopédique non démontrée. Pas de sources secondaires pérennes et de qualité montrant une notoriété particulière pour ce match international. Un good article anglophone n'est pas forcément admissible dans fr:wikipédia
- Archive Wikiwix
- Bing
- Cairn
- DuckDuckGo
- E. Universalis
- Gallica
- Google
- G. Books
- G. News
- G. Scholar
- Persée
- Qwant
- (zh) Baidu
- (ru) Yandex
- (wd) trouver des œuvres sur Wikidata

| 1. | Préciser le motif de la pose du bandeau. | Précisez le motif de la pose du bandeau en utilisant la syntaxe suivante : {{admissibilité à vérifier\|date=juillet 2025\|motif=remplacez ce texte par le motif}}                                                     |
| 2. | Informer les utilisateurs concernés.     | Pensez à avertir le créateur de l'article, par exemple, en insérant le code ci-dessous sur sa page de discussion : {{subst:avertissement admissibilité à vérifier\|Match de football pays de Galles – Écosse (1985)}} |

Le match de football pays de Galles – Écosse du 10 septembre 1985 prend place au stade de Ninian Park, à Cardiff. C'est la dernière rencontre opposant les deux équipes dans les tours préliminaires à la Coupe du monde de football 1986.
Le pays de Galles doit s'imposer pour espérer participer à la Coupe du monde mexicaine, alors qu'un match nul suffirait à l'Écosse. Bien que celle-ci soit mieux classée dans le groupe 7 des éliminatoires européens grâce à sa meilleure différence de buts, elle n'est pas favorite avant le début du match, car plusieurs de ses joueurs les plus expérimentés sont blessés ou suspendus ; en outre, elle a perdu sa précédente rencontre face au pays de Galles, en mars 1984.
Les Gallois dominent la première période et ouvrent le score à la 13e minute par Mark Hughes. La situation s'équilibre en deuxième période après l'entrée en jeu de l'attaquant écossais Davie Cooper, qui égalise pour son équipe sur penalty neuf minutes avant le coup de sifflet final. Le score final de 1 but partout garantit l'élimination des Gallois et assure une place pour la suite des qualifications aux Écossais. La joie de ces derniers est tempérée par la mort brutale de leur entraîneur Jock Stein, victime d'un œdème pulmonaire dans les dernières minutes de la rencontre.

## Contexte
Le tirage au sort des groupes de qualification pour la Coupe du monde 1986 de la zone européenne se déroule le 9 décembre 1983 à Zurich. L'Écosse et le pays de Galles font partie du groupe 7, avec l'Espagne et l'Islande. Chacune de ces quatre équipes doit affronter deux fois les autres (une fois à domicile et une fois à l'extérieur) dans un mini-championnat. Celle qui se classe en tête est automatiquement qualifiée pour la Coupe du monde et celle qui arrive en deuxième place doit disputer un match de barrage pour obtenir sa place ; les deux autres sont éliminées.
L'Écosse et le pays de Galles s'affrontent une première fois 27 mars 1985 à Hampden Park. Pour la première fois en 34 ans, les Gallois s'imposent en terre écossaise grâce à un but de Ian Rush. L'atmosphère est tendue : les Écossais se plaignent que l'arbitre belge Alexis Ponnet n'ait pas sifflé faute pour un tacle de l'attaquant gallois Mark Hughes sur Alex McLeish peu avant le but gallois. Pendant la deuxième période, une altercation entre le capitaine écossais Graeme Souness et le milieu de terrain gallois Peter Nicholas leur vaut à tous les deux un carton jaune. Cet avertissement coûte cher à Souness, car il en reçoit un second contre l'Islande, ce qui entraîne sa suspension pour le dernier match des éliminatoires, le second contre le pays de Galles.
À la veille des deux derniers matches du groupe, trois équipes (Écosse, Espagne et pays de Galles) ont le même nombre de points, mais l'Écosse bénéficie d'une meilleure différence de buts. L'Espagne doit affronter l'Islande deux semaines après le dernier match entre les deux nations britanniques. L'Espagne étant largement favorite, les Gallois savent qu'ils doivent l'emporter pour espérer se qualifier pour la Coupe du monde mexicaine. En revanche, les Écossais peuvent se contenter d'un match nul pour accrocher la deuxième place du groupe, synonyme de barrages.
| Rang | Équipe         | Pts | J | G | N | P | Bp | Bc | Diff |  | Résultats (▼ dom., ► ext.) |     |     |     |     |
| ---- | -------------- | --- | - | - | - | - | -- | -- | ---- |  | -------------------------- | --- | --- | --- | --- |
| 1    | Écosse         | 6   | 5 | 3 | 0 | 2 | 7  | 3  | +4   |  | Écosse                     |     | 0-1 | 3-1 | 3-0 |
| 2    | Pays de Galles | 6   | 5 | 3 | 0 | 2 | 6  | 5  | +1   |  | Pays de Galles             | ?   |     | 3-0 | 2-1 |
| 3    | Espagne        | 6   | 5 | 3 | 0 | 2 | 6  | 7  | -1   |  | Espagne                    | 1-0 | 3-0 |     | ?   |
| 4    | Islande        | 2   | 5 | 1 | 0 | 4 | 3  | 8  | -5   |  | Islande                    | 0-1 | 1-0 | 1-2 |     |

## La rencontre
Lors du match aller entre les deux équipes, les attaquants gallois Ian Rush et Mark Hughes ont causé beaucoup de problèmes à la défense écossaise. Pour le match retour, l'entraîneur écossais Jock Stein décide de changer de tactique en alignant cinq défenseurs à la place des quatre habituels et un milieu de terrain réduit à trois joueurs,.

### Première période
La rencontre démarre sur un rythme élevé. Dès la deuxième minute, les joueurs écossais protestent à la suite d'un tacle appuyé de Hughes sur McLeish ; ce dernier reçoit un carton jaune une minute plus tard pour un tacle sur Rush.
À la 13e minute, le milieu de terrain gallois Peter Nicholas effectue un centre bas sans que les défenseurs écossais Roy Aitken et Steve Nicol ne puissent l'arrêter. Hughes reçoit le ballon et inscrit le premier but de la rencontre. Les Gallois parviennent presque à doubler la marque à la 20e minute, lorsque Joey Jones adresse un centre à Robbie James, mais la tête de ce dernier passe juste au-dessus de la barre transversale.
Les Gallois continuent à dominer la rencontre. Le gardien écossais Jim Leighton doit effectuer deux arrêts consécutifs sur un coup franc direct gallois à la 38e minute. La deuxième fois, le ballon arrive dans les pieds de Hughes, mais celui-ci manque de peu le cadre. Juste avant la mi-temps, Leighton lit mal la trajectoire d'un centre et permet à Hughes de récupérer la balle, mais il se jette dans les pieds de l'attaquant adverse pour l'empêcher de marquer.

### Mi-temps
Dans le vestiaire écossais, Jim Leighton avoue qu'il a mal jugé la trajectoire du centre gallois à la fin de la première mi-temps parce qu'il a perdu une de ses lentilles de contact. Craignant que sa myopie ne nuise à sa carrière, il l'a cachée à tout le monde, y compris ses camarades de jeu et son entraîneur, qui est furieux.
Pendant la mi-temps, Jock Stein annonce à Gordon Strachan qu'il compte le remplacer par l'ailier Davie Cooper au cours de la deuxième période. À cause de son système à cinq défenseurs, les milieux de terrain écossais sont en infériorité numérique et Strachan n'a pas été en mesure de peser sur le jeu pendant les quarante-cinq premières minutes. Le joueur est mécontent, mais l'entraîneur adjoint Alex Ferguson lui recommande de ne pas déclencher de querelle avec Stein, qui semble mal en point.

### Deuxième période
Le problème de lentilles de contact de Jim Leighton ne lui permet pas de revenir sur la pelouse. Il est remplacé par le vétéran Alan Rough, dont le dernier match avec la sélection écossaise remonte à la Coupe du monde de football 1982,.
La deuxième période commence comme la première a fini. À l'heure de jeu, Jock Stein effectue le dernier remplacement auquel il a droit en faisant sortir Gordon Strachan pour Davie Cooper. L'entrée de Cooper sur le terrain redonne confiance aux Écossais, mais le temps joue contre eux. La défense galloise joue la montre : dès qu'elle récupère la balle, elle dégage en profondeur vers Hughes et Rush qui temporisent en attendant le soutien de leurs milieux.
À la 81e minute, Steve Nicol envoie un centre dans la surface de réparation galloise. Le tir de David Speedie semble partir au-dessus de la transversale, mais il heurte le coude du défenseur David Phillips et l'arbitre néerlandais Jan Keizer accorde un penalty à l'Écosse. Personne ne se portant volontaire pour le tirer, Cooper prend le ballon et son tir à ras de terre sur la droite échappe au gardien gallois Neville Southall. L'égalisation écossaise pousse l'entraîneur gallois Mike England à effectuer ses deux remplacements : il fait entrer les attaquants Steve Lovell (en) et Mickey Thomas dans l'espoir de reprendre l'avantage.
Alors qu'il ne reste que deux minutes de jeu, l'arbitre siffle une faute. Stein, croyant apparemment qu'il s'agit du coup de sifflet final, se lève pour aller serrer la main de son homologue gallois, mais il tombe à genoux et s'effondre. Il est immédiatement conduit dans le vestiaire pour y être réanimé. Lorsque le match prend effectivement fin, les joueurs écossais commencent à faire la fête jusqu'à ce qu'Alex Ferguson les informe de l'état de leur entraîneur. Les efforts de l'équipe médicale présente sur place pour le réanimer sont vains et son décès est déclaré une demi-heure après la fin de la rencontre.

### Feuille du match
| Titulaires :  |                       |  |
|               |                       |  |
| 1             | Neville Southall      |  |
| 2             | Joey Jones 64e        |  |
| 3             | Kenny Jackett         |  |
| 4             | Kevin Ratcliffe       |  |
| 5             | Pat Van Den Hauwe     |  |
| 6             | David Phillips        |  |
| 7             | Robbie James 81e      |  |
| 8             | Peter Nicholas        |  |
| 9             | Ian Rush 52e          |  |
| 10            | Mickey Thomas 83e     |  |
| 11            | Mark Hughes           |  |
|               |                       |  |
| Remplaçants : |                       |  |
| 12            | Eddie Niedzwiecki     |  |
| 14            | Neil Slatter (en)     |  |
| 15            | Clayton Blackmore 83e |  |
| 13            | Steve Lovell (en) 81e |  |
|               |                       |  |
| Entraîneur :  |                       |  |
| Mike England  |                       |  |

| Titulaires :  |                     |  |
|               |                     |  |
| 1             | Jim Leighton 46e    |  |
| 2             | Richard Gough       |  |
| 3             | Maurice Malpas      |  |
| 4             | Roy Aitken          |  |
| 5             | Alex McLeish 3e     |  |
| 6             | Willie Miller       |  |
| 7             | Steve Nicol         |  |
| 8             | Gordon Strachan 61e |  |
| 9             | Graeme Sharp        |  |
| 10            | Jim Bett            |  |
| 11            | David Speedie       |  |
|               |                     |  |
| Remplaçants : |                     |  |
| 12            | Alan Rough 46e      |  |
| 14            | Paul McStay         |  |
| 16            | Davie Cooper 61e    |  |
| 15            | Andy Gray           |  |
|               |                     |  |
| Entraîneur :  |                     |  |
| Jock Stein    |                     |  |

| Titulaires :  |                       |  |
|               |                       |  |
| 1             | Neville Southall      |  |
| 2             | Joey Jones 64e        |  |
| 3             | Kenny Jackett         |  |
| 4             | Kevin Ratcliffe       |  |
| 5             | Pat Van Den Hauwe     |  |
| 6             | David Phillips        |  |
| 7             | Robbie James 81e      |  |
| 8             | Peter Nicholas        |  |
| 9             | Ian Rush 52e          |  |
| 10            | Mickey Thomas 83e     |  |
| 11            | Mark Hughes           |  |
|               |                       |  |
| Remplaçants : |                       |  |
| 12            | Eddie Niedzwiecki     |  |
| 14            | Neil Slatter (en)     |  |
| 15            | Clayton Blackmore 83e |  |
| 13            | Steve Lovell (en) 81e |  |
|               |                       |  |
| Entraîneur :  |                       |  |
| Mike England  |                       |  |

| Titulaires :  |                     |  |
|               |                     |  |
| 1             | Jim Leighton 46e    |  |
| 2             | Richard Gough       |  |
| 3             | Maurice Malpas      |  |
| 4             | Roy Aitken          |  |
| 5             | Alex McLeish 3e     |  |
| 6             | Willie Miller       |  |
| 7             | Steve Nicol         |  |
| 8             | Gordon Strachan 61e |  |
| 9             | Graeme Sharp        |  |
| 10            | Jim Bett            |  |
| 11            | David Speedie       |  |
|               |                     |  |
| Remplaçants : |                     |  |
| 12            | Alan Rough 46e      |  |
| 14            | Paul McStay         |  |
| 16            | Davie Cooper 61e    |  |
| 15            | Andy Gray           |  |
|               |                     |  |
| Entraîneur :  |                     |  |
| Jock Stein    |                     |  |

## Après-match
La dernière rencontre des éliminatoires prend place le 25 septembre 1985. Comme prévu, l'Espagne s'impose à domicile contre l'Islande et se classe en tête du groupe 7. En deuxième position, l'Écosse se qualifie pour les barrages, tandis que le pays de Galles est éliminé. C'est la troisième fois d'affilée que les Gallois manquent de peu la qualification pour un tournoi majeur, après une élimination à la différence de buts lors des tours préliminaires à la Coupe du monde de football 1982 et pour un point lors des éliminatoires du Championnat d'Europe de football 1984.
| Rang | Équipe         | Pts | J | G | N | P | Bp | Bc | Diff |  | Résultats (▼ dom., ► ext.) |     |     |     |     |
| ---- | -------------- | --- | - | - | - | - | -- | -- | ---- |  | -------------------------- | --- | --- | --- | --- |
| 1    | Espagne        | 8   | 6 | 4 | 0 | 2 | 9  | 8  | +1   |  | Espagne                    |     | 1-0 | 3-0 | 2-1 |
| 2    | Écosse         | 7   | 6 | 3 | 1 | 2 | 8  | 4  | +4   |  | Écosse                     | 3-1 |     | 0-1 | 3-0 |
| 3    | Pays de Galles | 7   | 6 | 3 | 1 | 2 | 7  | 6  | +1   |  | Pays de Galles             | 3-0 | 1-1 |     | 2-1 |
| 4    | Islande        | 2   | 6 | 1 | 0 | 5 | 4  | 10 | -6   |  | Islande                    | 1-2 | 0-1 | 1-0 |     |